# Daniel Díaz (calciatore 1979)
Daniel Alberto Díaz, noto anche come Cata Díaz (San Fernando del Valle de Catamarca, 13 luglio 1979), è un ex calciatore argentino, di ruolo difensore.

## Caratteristiche tecniche
Difensore aggressivo e dotato di un tiro potentissimo.

## Carriera

### Club
El Cata, soprannome dovuto alla sua città di provenienza, San Fernando del Valle de Catamarca, inizia a giocare con il Juventud de Catamarca, prima di trasferirsi, nel 1997, alle giovanili del Rosario Central. Debutta, sempre con il Central, nel 2000.
Daniel Díaz si trasferisce poi in Messico, al Cruz Azul nel 2003. Dopo una sola stagione se ne torna in patria per diventare il capitano del Colón de Santa Fe di Alfio Basile. A seguito di offerte dei due colossi argentini, il Boca Juniors ed il River Plate, sceglie di andare al Boca dato il trasferimento di Basile agli stessi Xeneizes.
Cata Díaz debutta per il Boca nel 4–1 sul Gimnasia (J) e conquista diversi successi internazionali e nazionali con la maglia Auri-Azul. Nel 2007 Diaz decide di trasferirsi al Getafe CF, dopo aver ricevuto diverse offerte dalla Spagna.

### Nazionale
Díaz ha giocato 3 amichevoli, prima di ricevere la chiamata per la Copa América 2007 da parte del suo vecchio coach, Basile.
Segna il suo primo goal in Nazionale contro la Colombia il 6 giugno 2009.

## Palmarès

### Club

#### Competizioni nazionali
- Campionato argentino: 3

Boca Juniors: Apertura 2005, Clausura 2006, 2015
- Coppa di Spagna: 1

Atlético Madrid: 2012-2013

#### Competizioni internazionali
- Recopa Sudamericana: 1

Boca Juniors: 2005
- Coppa Sudamericana: 1

Boca Juniors: 2005
- Coppa Libertadores: 1

Boca Juniors: 2007
- Supercoppa UEFA: 1

Atlético Madrid: 2012

### Individuale
- Equipo Ideal de América: 1

2006